# Automotrice FNM E.710
Le E.710 delle Ferrovie Nord Milano erano una piccola serie di automotrici elettriche (o elettromotrici) per treni vicinali.
Costruite nel 1932 in 2 unità (immatricolate EAC.710-01 e 02) dalle Officine Elettro-Ferroviarie Tallero (OEFT) di Milano, tali automotrici erano identiche esternamente alle E.700 da cui differivano per il circuito di comando e i motori di trazione, di costruzione CGE. Altra differenza riguardava i carrelli, a struttura scatolata anziché del tipo "Commonwealth".
Le elettromotrici disponevano di 24 posti in prima classe e di 54 posti in terza classe, e viaggiavano accoppiate in maniera semi-permanente con rimorchiate pilota serie E.800.
Nel 1948 i circuiti di comando, i motori e i carrelli furono sostituiti con quelli unificati delle FNM, venendo quindi incorporate nella serie E.700: la E.710-01 fu rinumerata E.700-19 e la E.710-02 divenne E.700-18.